# Ričardas Griaznovas
Ričardas Griaznovas (* 16. Mai 1973 in Ignalina) ist ein litauischer Biathlet. Er nahm an sechs Biathlon-Weltmeisterschaften teil.
Ričardas Griaznovas lebt in Vilnius und arbeitet im Hauptberuf als Polizist. Im Biathlon-Weltcup debütierte er 1993 in Lillehammer bei einem Einzel, in dem er 104. wurde. 1995 nahm er in Antholz an seinen ersten Weltmeisterschaften teil. Er wurde nur in der Staffel eingesetzt, mit der er 21. wurde. Es war zugleich die letzte Weltmeisterschafts-Staffel Litauens für die nächsten Jahre. Ein Jahr später wurde Griaznovas in Ruhpolding 55. im Einzel und 59. im Sprint. Auch 1997 in Osrblie, 1999 in Kontiolahti und Oslo, 2000 wiederum in Oslo und 2001 in Pokljuka nahm er an weiteren Weltmeisterschaften teil und erreichte weiterhin Plätze in diesem Bereich. Im Weltcup konnte er in der Saison 1998/99 mit den Rängen 29 im Sprint und 28 in der Verfolgung in Lake Placid seine besten Ergebnisse erreichen, für die nach dem damals gültigen Reglement noch keine Weltcuppunkte vergeben wurden. Sein letztes Weltcuprennen bestritt er im März 2001. Nach dem Ende seiner Karriere 2001 arbeitete Griaznovas für den litauischen Biathlonverband. Er wurde Trainer und betreute unter anderem die litauischen Biathleten bei den Olympischen Spielen 2006 in Turin. Von 2006 bis 2008 war er Generalsekretär der litauischen Biathlonföderation.

## Biathlon-Weltcup-Platzierungen
Die Tabelle zeigt alle Platzierungen (je nach Austragungsjahr einschließlich Olympische Spiele und Weltmeisterschaften).
- 1.–3. Platz: Anzahl der Podiumsplatzierungen
- Top 10: Anzahl der Platzierungen unter den ersten zehn (einschließlich Podium)
- Punkteränge: Anzahl der Platzierungen innerhalb der Punkteränge (einschließlich Podium und Top 10)
- Starts: Anzahl gelaufener Rennen in der jeweiligen Disziplin

| Platzierung | Einzel | Sprint | Verfolgung | Massenstart | Staffel | Gesamt |
| ----------- | ------ | ------ | ---------- | ----------- | ------- | ------ |
| 1. Platz    |        |        |            |             |         |        |
| 2. Platz    |        |        |            |             |         |        |
| 3. Platz    |        |        |            |             |         |        |
| Top 10      |        |        |            |             |         |        |
| Punkteränge |        |        |            |             | 1       | 1      |
| Starts      | 28     | 43     | 3          |             | 1       | 75     |